# 405 до н. е.

## Події

### Політика
- Встановлення тиранії Діонісія Старшого.
- Діонісій Старший, програвши під Гелою (Джелою) битву з карфагенянам, вигнав всіх жителів міста у Сіракузи.
- Карфагеняни атакували і захопили колонію Камарина, знищивши усіх його мешканців.
- Протистояння Сіракуз та Карфагену закінчилось укладенням миру, який віддавав Карфагену половину Сицилії з Селінунтом, Гімерою, Акрагантом і землями сиканів, а Гела та Камарина ще й мали сплачувати пунійцям данину.
- Військовими трибунами Римської імперії стали Маній Емілій Мамерцин (Manius Aemilius Mamercinus), Тіт Квінкцій Капітолін Барбат (Titus Quinctius Capitolinus), Авл Манлій Вульсон Капітолін (Aulus Manlius Vulso Capitolinus). Вдруге були обрані Квінт Квінкцій Цинциннат (Quintus Quinctius Cincinnatus), Луцій Фурій Медуллін (Lucius Furius Medullinus), Гай Юлій Юл (Gaius Iulius Iulus).
- Осінь 405 до н. е. — битва при Егос-Потамі в ході Пелопоннеської війни.
- У 405 - 389 рр. до н. е. — Візантій тимчасово перебував під контролем Спарти.
- Перемога Лісандра над афінським флотом при Егоспотамах (битва при Егоспотамах).

## Народились
- Ефор (грец. Ἔφορος) — давньогрецький історик, один із «семи мудреців», учень Ісократа (помер 330 до н. е.).